# Quenelle de taro
La quenelle de taro, ou boulette de taro (chinois : 芋角 ; cantonais : wuhgok), est une variété de dimsum servie dans la cuisine chinoise. Il s'agit d'un plat standard dans les restaurants dim sum de Hong Kong et du monde entier. Dans les quartiers chinois d'outre-mer, il est souvent vendu comme une pâtisserie chinoise. Il est également connu sous les noms de croquette de taro, de boulette de racine de taro, de boulette de taro frite et de boulette de taro.
L'enveloppe extérieure est faite d'une épaisse couche de taro qui a été bouillie et écrasée. La garniture est faite à base de porc haché assaisonné. La boulette est frite et la couche extérieure de taro devient croustillante, légère et moelleuse. 